# 築地町 (北九州市)
築地町（つきじまち）は福岡県北九州市八幡西区の町。住居表示実施済み。郵便番号は806-0001。

## 地理
八幡西区の北東端に位置し、南東に東浜町、南に屋敷、南西に舟町と接し、西・北・東の三方を洞海湾が囲む。

### 河川
- 普通河川 久喜川

### 海洋
- 洞海湾

## 地域の特徴
昭和初期に埋め立てられた土地であり、全域が工業地域。町域の南縁から東縁に沿って久喜川が流れる。八幡地区の工業地域のほぼ中央に位置し、会社事務所・工場・倉庫などが立ち並んでいる。

## 歴史
第2次世界大戦前より順次工場用地となり、様々な工場が設立された。昭和中期には公害が大きな問題となり諸規制が実施され、1970年（昭和45年）には住工分離が決定したものの、しばらくの間は移転が進まなかった。
なお、住居表示実施までは「ちくちまち」と呼ばれていた。

### 沿革
- 1940年（昭和15年） - 築地町新設[4]。
- 1950年（昭和25年） - 大字藤田の一部を築地町に編入[4]。
- 1963年（昭和38年）2月1日 - 八幡市、戸畑市、小倉市、若松市、門司市の5市が合併し、北九州市が発足。八幡市築地町は北九州市築地町となる。
- 1963年（昭和38年）4月1日 - 北九州市が政令指定都市に指定され、八幡区、戸畑区、小倉区、若松区、門司区の5区を設置。北九州市築地町は北九州市八幡区築地町となる。
- 1972年（昭和47年）6月1日 - 住居表示実施[5]。築地町の一部が舟町，屋敷二丁目になる[6]。
- 1974年（昭和49年）4月1日 - 八幡区が八幡西区と八幡東区に分かれ、八幡区築地町は八幡西区築地町となる[7]。

### 町名の変遷
| 実施内容 | 実施年月日               | 実施後 | 実施前       |
| -------- | ------------------------ | ------ | ------------ |
| 町名新設 | 1940年（昭和15年）       | 築地町 | 埋立地       |
| 住居表示 | 1972年（昭和47年）6月1日 | 築地町 | 築地町の一部 |

## 世帯数と人口
2025年（令和7年）3月31日現在（北九州市発表）の世帯数と人口は以下の通りである。
| 町     | 世帯数 | 人口 |
| ------ | ------ | ---- |
| 築地町 | 5世帯  | 6人  |

### 人口の変遷
国勢調査による人口の推移。
| 1995年（平成7年）  | 26人 | [ 8 ]  |  |
| 2000年（平成12年） | 16人 | [ 9 ]  |  |
| 2005年（平成17年） | 13人 | [ 10 ] |  |
| 2010年（平成22年） | X人  | [ 11 ] |  |
| 2015年（平成27年） | X人  | [ 12 ] |  |
| 2020年（令和2年）  | X人  | [ 13 ] |  |

### 世帯数の変遷
国勢調査による世帯数の推移。
| 1995年（平成7年）  | 10世帯 | [ 8 ]  |  |
| 2000年（平成12年） | 7世帯  | [ 9 ]  |  |
| 2005年（平成17年） | 7世帯  | [ 10 ] |  |
| 2010年（平成22年） | X世帯  | [ 11 ] |  |
| 2015年（平成27年） | X世帯  | [ 12 ] |  |
| 2020年（令和2年）  | X世帯  | [ 13 ] |  |

## 学区
市立小・中学校に通う場合、学区は以下の通りとなる。
| 町     | 街区 | 小学校                   | 中学校               |
| ------ | ---- | ------------------------ | -------------------- |
| 築地町 | 全域 | 北九州市立黒崎中央小学校 | 北九州市立花尾中学校 |

## 交通

### バス
域内のバス停と系統は以下のとおりである。
| 運行事業者 | 運行事業者 | 西鉄バス北九州 |
| 系統       | 系統       | 84             |
| 停留所     | 屋敷二丁目 | ○              |
| 停留所     | 築地町     | ○              |
| 停留所     | 八幡伸鉄前 | ○              |
| 停留所     | 日本金属前 | ○              |